# 일본국 헌법 제45조
일본국 헌법 제45조(일본어: 日本国憲法第45条)은 일본국 헌법 제4장 "국회"의 조문 중 하나이다. 중의원 의원의 임기에 대해 규정하고 있다.

## 조문
일본국 헌법 제45조
중의원 의원의 임기는 4년으로 한다. 단 중의원 해산의 경우에는 그 기간 만료 전에 종료한다.

## 해설
중의원은 참의원의 임기 6년보다 짧은 4년으로 규정함으로써 선거를 치르는 주기를 짧게 하고, 이에 따라 국민의 민의가 신속하게 반영될 수 있도록 하였다. 또한 임기 만료 전 중의원 해산이 이루어질 경우 그 임기는 해산과 함께 종료된다고 규정하고 있다.
또한 중의원 의원의 임기 기산점은 공직선거법 제256조에 그 규정이 있는데, 총선거일부터 기산한다. 단, 임기 만료에 의한 총선거가 임기 만료일 전에 치러졌을 경우에는 전임자의 임기 만료일 다음 날부터 기산한다.